# عباس‌آباد (زیرکوه)
عباس آباد زردان روستایی در دهستان افین بخش زهان شهرستان زیرکوه استان خراسان جنوبی ایران است. بر پایه سرشماری عمومی نفوس و مسکن در سال ۱۳۹۰ جمعیت این روستا ۲۷۶ نفر (در ۷۸ خانوار) بوده است.